# Relations entre l'Algérie et la Palestine
Les relations entre l'Algérie et la Palestine fait référence aux relations bilatérales (en) entre l'Algérie et la Palestine. L'alliance entre les deux pays est restée à la fois solide et durable à ce jour. Aujourd'hui, l'Algérie est un fervent partisan de la Palestine et du peuple palestinien, et n'a pas de relations diplomatiques avec Israël.

## Histoire
L’Algérie a longtemps été un champion des Palestiniens en Palestine depuis son indépendance de la France en 1962. Le Front de libération nationale ou FLN avait été un solide partisan de la cause palestinienne. Au cours de la Guerre d'Algérie de 1954 à 1962, de nombreux Palestiniens ont vu l'Algérie et sa lutte pour l'indépendance comme un bon modèle. L’Algérie a longtemps soutenu l'Organisation de libération de la Palestine depuis les années 1970 et les présidents algériens Houari Boumédiène et Chadli Bendjedid ont à la fois organisé et accueilli Yasser Arafat. L’Algérie a également fourni des armes et un entraînement pour les militants palestiniens. En 1974, une ambassade palestinienne a été ouverte en Algérie et sous Abdelaziz Bouteflika, qui était le président de l'Assemblée générale des Nations unies, l'OLP a été admis en tant qu'observateur et Yasser Arafat s'est adressé à l'Assemblée générale des Nations unies. En 1975, l'Algérie a parrainé et voté en faveur de la Résolution 3379 de l'Assemblée générale des Nations unies qui assimile le Sionisme au racisme (la résolution, cependant, a été révoqué ultérieurement avec la Résolution 4686 en 1991, mais l'Algérie a voté contre cette résolution). Après les Accords de Camp David, l'Algérie avait rompu toutes relations diplomatiques avec l'Égypte et a continué à soutenir les Palestiniens, mais cette fois d'une manière discrète. Au cours de la première intifada, l'Algérie a fermement condamné les actions israéliennes et a convoqué le sommet de la Ligue arabe de 1988 (en). Le sommet arabe d'urgence a proposé de soutenir l'intifada avec des aides financières. Après la Déclaration d'indépendance de la Palestine, le 15 novembre 1988, l'Algérie est devenue le premier pays au monde à reconnaître le nouvel État palestinien et officiellement établi des relations diplomatiques complètes avec la Palestine le 18 décembre 1988. Mais l'Algérie est bientôt passée dans l'agitation politique et très vite la Guerre Civile a éclaté après les élections législatives algériennes en décembre 1991, qui ont été annulées par l'armée algérienne en janvier 1992.

## Relations actuelles
Après les Accords d'Oslo de 1993, l'Algérie a continué à soutenir la cause de la Palestine plus que jamais et a également approuvé l'Initiative de paix arabe de 2002. Les deux Présidents algériens Liamine Zéroual et Bouteflika ont été à la fois équilibrés et modérés dans ce qu'ils soutenaient de la cause des Palestiniens, tout en travaillant également avec les États-Unis et les autres puissances mondiales pour une paix juste au Moyen-Orient. Au cours de la Guerre de Gaza de 2008-2009, le premier ministre algérien Ahmed Ouyahia a déclaré « au nom du gouvernement, je tiens à exprimer notre ferme condamnation de crimes contre l'humanité perpétrés par Israël pendant une semaine contre le peuple de Gaza. » L'abordage de la flottille pour Gaza en 2010 a été condamné par l'Algérie « dans les termes les plus forts » qui a demandé une réponse « forte et unanime » de la communauté internationale. Durant l'Opération Pilier de Défense en novembre 2012, le porte-parole du Ministère des Affaires Étrangères Amar Belani, au nom de l'Algérie, a fermement condamné, « l'agression israélienne contre la bande de Gaza » et a exhorté le Conseil de sécurité des Nations unies et la communauté internationale à assumer leurs responsabilités et à « mettre fin à cette escalade dangereuse ». La Palestine accède à l'Unesco en 2011 grâce à une demande algérienne introduite à l'ONU et sera admise une année plus tard comme État observateur non-membre de l'ONU le 29 novembre 2012 par 138 voix pour et 9 contre et 41 abstentions. Au cours de la Guerre de Gaza de 2014, le ministre des Affaires étrangères Ramtane Lamamra a appelé la communauté internationale à agir pour obtenir d'Israël la cessation immédiate de ses attaques contre la Palestine et le respect de la trêve de novembre 2012, en déclarant : « Tout en condamnant dans les termes les plus forts les attaques barbares contre le peuple palestinien, nous croyons que ces attaques ont été encouragées par le silence complaisant de la communauté internationale aux politiques expansionnistes israélien et leur impact négatif sur la paix et la sécurité dans la région ». Il a également souligné la nécessité d'une action urgente au sein de l'organisation des Nations unies pour parvenir à une formule qui obligerait Israël à cesser ses agressions sur la bande de Gaza.
La Déclaration d'Alger en 2022, signée par les membres de la Ligue arabe, réaffirme la « centralité de la cause palestinienne » et « l'attachement » des membres au plan de paix arabe de 2002.
En 2023, lors d'un sommet de l'Union africaine, une représentante du ministère israélien des Affaires étrangère est invitée à quitter les lieux à la suite de pressions de l'Algérie et de l'Afrique du Sud.
Le 7 décembre 2021, l'Algérie annonce une aide de 100 millions de dollars pour la Palestine et 300 bourses d'études mises à la disposition des étudiants palestiniens.
Le 7 juillet 2023, l'Algérie annonce une aide de 30 millions de dollars pour la reconstruction de Jénine après l'opération militaire israélienne qui a entraîné la mort de 13 Palestiniens et en a blessé 120 autres.
Lors de l'opération Déluge d'Al-Aqsa, le 7 octobre 2023, l'Algérie est le deuxième pays après l'Iran à soutenir le Hamas et à condamner l'entité sioniste qu'elle juge responsable des violences.